# Бруно Сальтор
Бруно Сальтор Грау (ісп. Bruno Saltor Grau; 1 жовтня 1980, Ал-Масноу, Каталонія), відоміший як Бруно (ісп. Bruno) — колишній іспанський футболіст, що грав на позиції правого захисника. 2019 року завершив ігрову кар'єру і почав працювати тренером.

## Клубна кар'єра
Вихованець футбольного клубу «Еспаньйол», Бруно Сальтор провів за основну команду клубу лише одну гру, переважно граючи за другу команду. 2003 року полишив «Еспаньйол», перейшовши до клубу Сегунди «Льєйда», а ще через три роки — до «Альмерії». У сезоні 2006/07 «Альмерія» під керівництвом молодого тренера Унаї Емері вперше у своїй історії здобула путівку до Прімери, одним із лідерів команди був Бруно Сальтор. У наступному сезоні команда посіла досить високе як для новачка 8-ме місце, закріпившись у найвищій лізі іспанського футболу, після закінчення сезону Унаї Емері обійняв посаду головного тренера «Валенсії», а ще через рік до «кажанів» приєднався і Бруно Сальтор, підписавши з «Валенсією» контракт на три роки.
В академії клубів «Олімпік Мора Ебре», «Льєйда» і «Еспаньйол» минула молодіжна кар'єра Бруно, який у кожній з них піднімав планку виступів до нових позначок. 1999 року, провівши два роки в академії клубу «Еспаньйол», молодий захисник правого флангу підписав з ним контракт. Він тривав кілька років, а перші виступи під прапорами «Еспаньйола» пройшли в резервній команді. До першої команди Бруно Сальтор також потрапив, проте, на один матч. 2001-го його відправили виступати на правах оренди за клуб «Хімнастік», де він провів частину сезону, вийшовши на поле в 14 матчах.

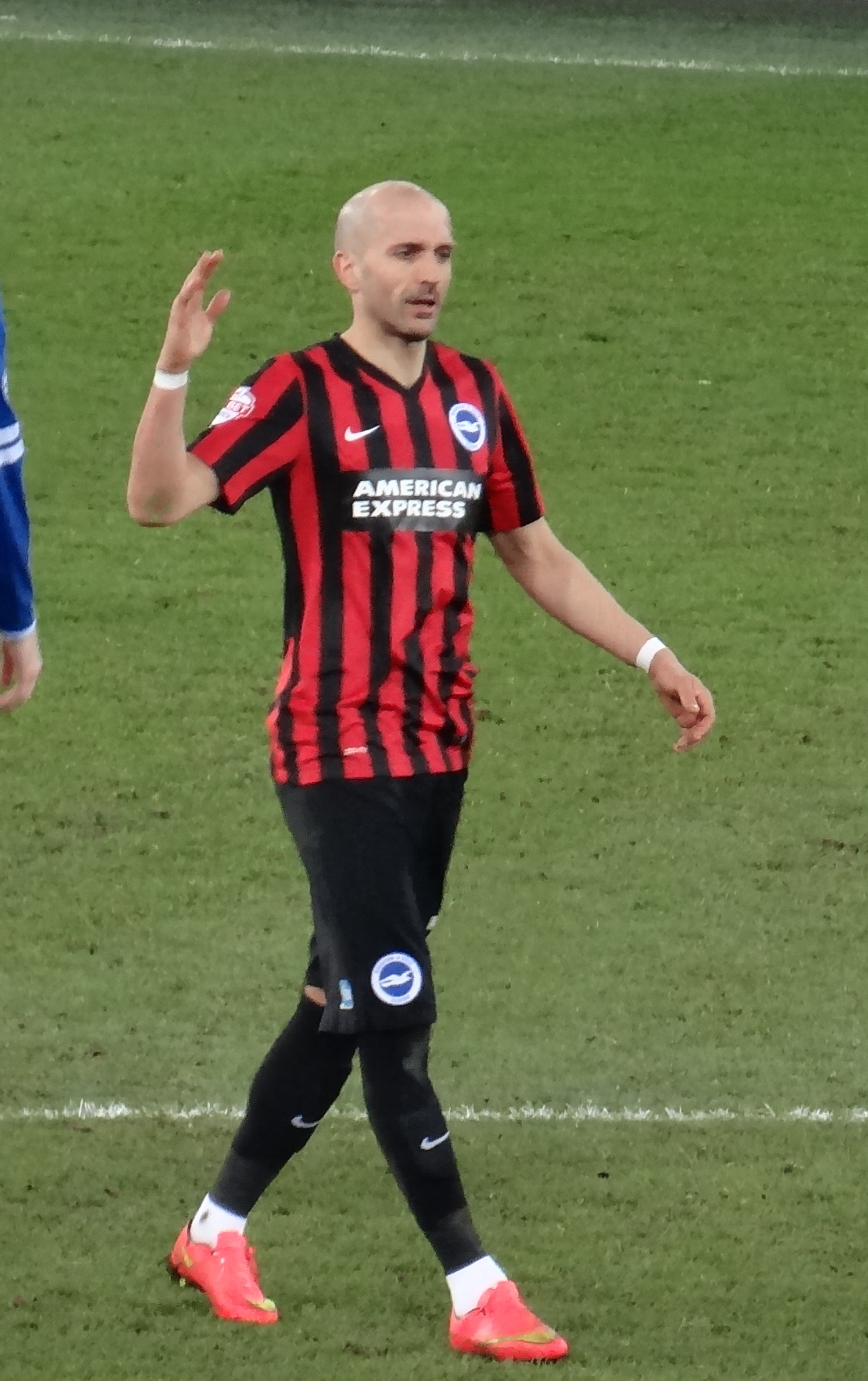
Бруно під час виступів за «Брайтон енд Гоув». 2015 рік.

2003 року закінчився перший етап професійної кар'єри Грау в клубі «Еспаньйол». Новий етап припав на клуб «Льєйда», вихованцем якого він також свого часу був. Бруно став для клубу основним гравцем оборони на правому фланзі, це і пояснює 110 зіграних матчів за «Льєйду».
2006 року Бруно Сальтора хотіли придбати різні іспанські клуби, зокрема з Ла-Ліги. Влітку 2006 року Грау перейшов до табору «Альмерії», з якою провів три сезони. У чемпіонаті Іспанії Бруно зіграв за «Альмерію» 104 матчі.
2009 року відбувся перехід іспанського захисника до «Валенсії». Досить непогано влившись до стартового складу команди, Бруно зумів протриматися там упродовж півтора сезони.
25 червня 2012 року Бруно як вільний агент підписав дворічний контракт з клубом англійської Чемпіоншіпа «Брайтон енд Гоув Альбіон», куди раніше перебрався колишній одноклубник Сальтора Вісенте Родрігес.
12 травня 2019 року повідомив, що матч проти «Манчестер Сіті» стане для нього останнім у кар'єрі. 

## Тренерська кар'єра
У червні 2019 року обійняв посаду старшого тренера з розвитку гравців у своєму клубі «Брайтон енд Гоув Альбіон».
8 вересня 2022 року Бруно разом із головним тренером Гремом Поттером перейшов у «Челсі», де став його помічником. 2 квітня 2023 року, після звільнення Поттера з клубу, Бруно був призначений тимчасовим головним тренером.

## Статистика виступів за клуб
| Клуб                     | Сезон              | Ліга                  | Ліга | Ліга | Національний кубок | Національний кубок | Кубок ліги | Кубок ліги | Інші | Інші | Загалом | Загалом |
| Клуб                     | Сезон              | Дивізіон              | Ігри | Голи | Ігри               | Голи               | Ігри       | Голи       | Ігри | Голи | Ігри    | Голи    |
| ------------------------ | ------------------ | --------------------- | ---- | ---- | ------------------ | ------------------ | ---------- | ---------- | ---- | ---- | ------- | ------- |
| Еспаньйол Б              | 2000–2001          | Сегунда Дивізіон Б    | 32   | 2    | —                  | —                  | —          | —          | 6    | 0    | 38      | 2       |
| Еспаньйол Б              | 2001–2002          | Сегунда Дивізіон Б    | 9    | 1    | —                  | —                  | —          | —          | —    | —    | 9       | 1       |
| Еспаньйол Б              | 2002–2003          | Сегунда Дивізіон Б    | 31   | 3    | —                  | —                  | —          | —          | —    | —    | 31      | 3       |
| Еспаньйол Б              | Загалом            | Загалом               | 72   | 6    | —                  | —                  | —          | —          | 6    | 0    | 78      | 6       |
| Еспаньйол                | 2001–2002          | Ла-Ліга               | 1    | 0    | 1                  | 0                  | —          | —          | —    | —    | 2       | 0       |
| Хімнастік (оренда)       | 2001–2002          | Сегунда Дивізіон      | 14   | 0    | 0                  | 0                  | —          | —          | —    | —    | 14      | 0       |
| Льєйда                   | 2003–2004          | Сегунда Дивізіон Б    | 34   | 1    | —                  | —                  | —          | —          | 5    | 0    | 39      | 1       |
| Льєйда                   | 2004–2005          | Сегунда Дивізіон      | 37   | 0    | 1                  | 0                  | —          | —          | —    | —    | 38      | 0       |
| Льєйда                   | 2005–2006          | Сегунда Дивізіон      | 39   | 0    | 4                  | 0                  | —          | —          | —    | —    | 43      | 0       |
| Льєйда                   | Загалом            | Загалом               | 110  | 1    | 5                  | 0                  | —          | —          | 5    | 0    | 120     | 1       |
| Альмерія                 | 2006–2007          | Сегунда Дивізіон      | 36   | 0    | 0                  | 0                  | —          | —          | —    | —    | 36      | 0       |
| Альмерія                 | 2007–2008          | Ла-Ліга               | 34   | 0    | 2                  | 0                  | —          | —          | —    | —    | 36      | 0       |
| Альмерія                 | 2008–2009          | Ла-Ліга               | 34   | 0    | 3                  | 0                  | —          | —          | —    | —    | 37      | 0       |
| Альмерія                 | Загалом            | Загалом               | 104  | 0    | 5                  | 0                  | —          | —          | —    | —    | 109     | 0       |
| Валенсія                 | 2009–2010          | Ла-Ліга               | 26   | 0    | 3                  | 0                  | —          | —          | 8    | 1    | 37      | 1       |
| Валенсія                 | 2010–2011          | Ла-Ліга               | 19   | 0    | 2                  | 0                  | —          | —          | 4    | 0    | 25      | 0       |
| Валенсія                 | 2011–2012          | Ла-Ліга               | 14   | 0    | 1                  | 0                  | —          | —          | 3    | 0    | 18      | 0       |
| Валенсія                 | Загалом            | Загалом               | 59   | 0    | 6                  | 0                  | —          | —          | 15   | 1    | 80      | 1       |
| Брайтон енд Гоув Альбіон | 2012–2013          | Чемпіоншип            | 30   | 1    | 0                  | 0                  | 1          | 0          | 0    | 0    | 31      | 1       |
| Брайтон енд Гоув Альбіон | 2013–2014          | Чемпіоншип            | 33   | 1    | 0                  | 0                  | 0          | 0          | 0    | 0    | 33      | 1       |
| Брайтон енд Гоув Альбіон | 2014–2015          | Чемпіоншип            | 35   | 3    | 1                  | 0                  | 1          | 0          | —    | —    | 37      | 3       |
| Брайтон енд Гоув Альбіон | 2015–2016          | Чемпіоншип            | 46   | 1    | 0                  | 0                  | 0          | 0          | 2    | 0    | 48      | 1       |
| Брайтон енд Гоув Альбіон | 2016–2017          | Чемпіоншип            | 42   | 0    | 0                  | 0                  | 0          | 0          | —    | —    | 42      | 0       |
| Брайтон енд Гоув Альбіон | 2017–2018          | Прем'єр-ліга (Англія) | 25   | 0    | 1                  | 0                  | 0          | 0          | —    | —    | 26      | 0       |
| Брайтон енд Гоув Альбіон | 2018–2019          | Прем'єр-ліга          | 14   | 0    | 4                  | 0                  | 0          | 0          | —    | —    | 18      | 0       |
| Брайтон енд Гоув Альбіон | Загалом            | Загалом               | 225  | 6    | 6                  | 0                  | 2          | 0          | 2    | 0    | 235     | 6       |
| Загалом за кар'єру       | Загалом за кар'єру | Загалом за кар'єру    | 585  | 13   | 23                 | 0                  | 2          | 0          | 28   | 1    | 638     | 14      |

1. 1 2 3  Плей-оф за підвищення в класі
2. 1 2  Ігри в Лізі Європи
3. ↑  Ігри в Лізі чемпіонів

## Досягнення
- 3-е місце в чемпіонаті Іспанії: 2009–2010, 2010–2011, 2011–2012